# Општина Пануко (Веракруз)
Пануко (шп. Pánuco) општина је у Мексику у савезној држави Веракруз. Општина се налази на надморској висини од 19 м.

## Становништво
Према подацима из 2010. у општини је живело 97290 становника.

### Хронологија
| Година       | 2000                  | 2005                  | 2010                  |
| ------------ | --------------------- | --------------------- | --------------------- |
| Становништво | 90657 (45106 / 45551) | 91006 (45047 / 45959) | 97290 (48357 / 48933) |

### Попис
| \| \| м \| \| \| ж \| \| 0—2 \| 2.587 \| \| \| 2.431 \| \| 3—5 \| 2.663 \| \| \| 2.611 \| \| 6—11 \| 5.674 \| \| \| 5.424 \| \| 12—14 \| 2.938 \| \| \| 2.805 \| \| 15—17 \| 3.041 \| \| \| 2.923 \| \| 18—24 \| 5.849 \| \| \| 5.749 \| \| 60+ \| 5.415 \| \| \| 5.199 \| \| Просек : \| 29,9 \| \| \| 30,5 \| |       |  |  |       |
| |       |  |  |       |
| | м     |  |  | ж     |
| 0—2 | 2.587 |  |  | 2.431 |
| 3—5 | 2.663 |  |  | 2.611 |
| 6—11 | 5.674 |  |  | 5.424 |
| 12—14 | 2.938 |  |  | 2.805 |
| 15—17 | 3.041 |  |  | 2.923 |
| 18—24 | 5.849 |  |  | 5.749 |
| 60+ | 5.415 |  |  | 5.199 |
| Просек : | 29,9  |  |  | 30,5  |

| #   | Индикатор                                                                                        | Вредност |
| --- | ------------------------------------------------------------------------------------------------ | -------- |
| 1   | Становништво од 0 до 2 године                                                                    | 5018     |
| 2   | Мушко становништво од 0 до 2 године                                                              | 2587     |
| 3   | Женско становништво од 0 до 2 године                                                             | 2431     |
| 4   | Становништво са 3 и више година                                                                  | 91862    |
| 5   | Мушко становништво са 3 и више година                                                            | 45564    |
| 6   | Женско становништво са 3 и више година                                                           | 46298    |
| 7   | Становништво са 5 и више година                                                                  | 88303    |
| 8   | Мушко становништво са 5 и више година                                                            | 43769    |
| 9   | Женско становништво са 5 и више година                                                           | 44534    |
| 10  | Становништво са 12 и више година                                                                 | 75490    |
| 11  | Мушко становништво са 12 и више година                                                           | 37227    |
| 12  | Женско становништво са 12 и више година                                                          | 38263    |
| 13  | Становништво са 15 и више година                                                                 | 69747    |
| 14  | Мушко становништво са 15 и више година                                                           | 34289    |
| 15  | Женско становништво са 15 и више година                                                          | 35458    |
| 16  | Становништво са 18 и више година                                                                 | 63783    |
| 17  | Мушко становништво са 18 и више година                                                           | 31248    |
| 18  | Женско становништво са 18 и више година                                                          | 32535    |
| 19  | Становништво од 3 до 5 година                                                                    | 5274     |
| 20  | Мушко становништво од 3 до 5 година                                                              | 2663     |
| 21  | Женско становништво од 3 до 5 година                                                             | 2611     |
| 22  | Становништво од 6 до 11 година                                                                   | 11098    |
| 23  | Мушко становништво од 6 до 11 година                                                             | 5674     |
| 24  | Женско становништво од 6 до 11 година                                                            | 5424     |
| 25  | Становништво од 8 до 14 година                                                                   | 13308    |
| 26  | Мушко становништво од 8 до 14 година                                                             | 6809     |
| 27  | Женско становништво од 8 до 14 година                                                            | 6499     |
| 28  | Становништво од 12 до 14 година                                                                  | 5743     |
| 29  | Мушко становништво од 12 до 14 година                                                            | 2938     |
| 30  | Женско становништво од 12 до 14 година                                                           | 2805     |
| 31  | Становништво од 15 до 17 година                                                                  | 5964     |
| 32  | Мушко становништво од 15 до 17 година                                                            | 3041     |
| 33  | Женско становништво од 15 до 17 година                                                           | 2923     |
| 34  | Становништво од 18 до 24 године                                                                  | 11598    |
| 35  | Мушко становништво од 18 до 24 године                                                            | 5849     |
| 36  | Женско становништво од 18 до 24 године                                                           | 5749     |
| 37  | Женско становништво од 15 до 49 година                                                           | 25891    |
| 38  | Становништво са 60 и више година                                                                 | 10614    |
| 39  | Мушко становништво са 60 и више година                                                           | 5415     |
| 40  | Женско становништво са 60 и више година                                                          | 5199     |
| 41  | Однос између мушкараца и жена                                                                    | 98.82    |
| 42  | Становништво од нуле до 14 година                                                                | 27133    |
| 43  | Становништво од 15 до 64 године                                                                  | 62352    |
| 44  | Становништво од 65 година и више                                                                 | 7395     |
| 45  | Просечан број деце                                                                               | 2.51     |
| 46  | Становништво рођено у ентитету                                                                   | 62189    |
| 47  | Мушко становништво рођено у ентитету                                                             | 30833    |
| 48  | Женско становништво рођено у ентитету                                                            | 31356    |
| 49  | Становништво рођено у другом ентитету                                                            | 34152    |
| 50  | Мушко становништво рођено у другом ентитету                                                      | 17041    |
| 51  | Женско становништво рођено у другом ентитету                                                     | 17111    |
| 52  | Становништво од 5 година и више резидентно у ентитету у јуну 2005. године                        | 83527    |
| 53  | Мушко становништво старосног доба од 5 година и више, резидентно у ентитету у јуну 2005. године  | 41211    |
| 54  | Женско становништво старосног доба од 5 и више година, резидентно у ентитету у јуну 2005. године | 42316    |
| 55  | Становништво од 5 година и више које је живело у другом ентитету у јуну 2005. године             | 3746     |
| 56  | Мушко становништво старије од 5 година које је живело у другом ентитету у јуну 2005. године      | 1859     |
| 57  | Женско становништво старије од 5 година које је живело у другом ентитету у јуну 2005. године     | 1887     |
| 58  | Становништво од 3 године и више које говори аутохтони језик                                      | 1454     |
| 59  | Мушко становништво старо 3 године и више које говори аутохтони језик                             | 755      |
| 60  | Женско становништво старо 3 године и више које говори аутохтони језик                            | 699      |
| 61  | Становништво од 3 године и више које говори аутохтони језик и не говори шпански језик            | 23       |
| 62  | Мушко становништво старо 3 године и више које говори аутохтони језик и не говори шпански         | 6        |
| 63  | Женско становништво старо 3 године и више које говори аутохтони језик и не говори шпански језик  | 17       |
| 64  | Становништво старо 3 године и више које говори аутохтони језик и шпански                         | 1305     |
| 65  | Мушко становништво старо 3 године и више које говори аутохтони језик и шпански                   | 690      |
| 66  | Женско становништво старо 3 године и више које говори аутохтони језик и шпански                  | 615      |
| 67  | Становништво од 5 година и више које говори аутохтони језик                                      | 1445     |
| 68  | Становништво од 5 година и више које говори аутохтони језик и не говори шпански језик            | 23       |
| 69  | Становништво од 5 година и више које говори аутохтони језик и говори шпански језик               | 1296     |
| 70  | Становништво у домородачким домаћинствима                                                        | 3327     |
| 71  | Становништво са ограничењима у активностима                                                      | 3895     |
| 72  | Становништво са ограниченим ходањем или кретањем, горе или доле                                  | 2081     |
| 73  | Становници са ограничењима вида, чак и уз кориштење сочива                                       | 1016     |
| 74  | Становништво са ограничењима говора, комуникације или конверзације                               | 441      |
| 75  | Становништво са ограниченим слухом                                                               | 489      |
| 76  | Становништво са ограничењима при одевању, купању или јелу                                        | 244      |
| 77  | Становништво са ограничењима у опажању или учењу једноставних ствари                             | 182      |
| 78  | Становништво са менталним ограничењима                                                           | 440      |
| 79  | Становништво без ограничења активности                                                           | 92675    |
| 80  | Становништво од 3 до 5 година које не похађа школу                                               | 2494     |
| 81  | Мушко становништво од 3 до 5 година које не похађа школу                                         | 1274     |
| 82  | Женско становништво од 3 до 5 година које не похађа школу                                        | 1220     |
| 83  | Становништво од 6 до 11 година које не похађа школу                                              | 265      |
| 84  | Мушко становништво од 6 до 11 година које не похађа школу                                        | 140      |
| 85  | Женско становништво од 6 до 11 година које не похађа школу                                       | 125      |
| 86  | Становништво од 12 до 14 година које не похађа школу                                             | 412      |
| 87  | Мушко становништво од 12 до 14 година које не похађа школу                                       | 229      |
| 88  | Женско становништво од 12 до 14 година које не похађа школу                                      | 183      |
| 89  | Становништво од 15 до 17 година похађа школу                                                     | 4128     |
| 90  | Мушко становништво од 15 до 17 година похађа школу                                               | 2054     |
| 91  | Женско становништво између 15 и 17 година живота у школи                                         | 2074     |
| 92  | Становништво од 18 до 24 године похађа школу                                                     | 2998     |
| 93  | Мушко становништво од 18 до 24 године похађа школу                                               | 1535     |
| 94  | Женско становништво од 18 до 24 године похађа школу                                              | 1463     |
| 95  | Становништво од 8 до 14 година које не може да чита и пише                                       | 391      |
| 96  | Мушко становништво старосног доба од 8 до 14 година које не може да чита и пише                  | 240      |
| 97  | Женско становништво старосног доби од 8 до 14 година које не може да чита и пише                 | 151      |
| 98  | Становништво од 15 година и више које је неписмено                                               | 5227     |
| 99  | Мушко становништво од 15 година и више које је неписмено                                         | 2356     |
| 100 | Женско становништво од 15 година и више које је неписмено                                        | 2871     |
| 101 | Становништво старо 15 и више година без школовања                                                | 5456     |
| 102 | Мушко становништво старо 15 и више година без школовања                                          | 2535     |
| 103 | Женско становништво старо 15 и више година без школовања                                         | 2921     |
| 104 | Становништво старосног доба 15 и више година са непотпуним основним образовањем                  | 13234    |
| 105 | Мушко становништво старосног доба од 15 година и више са непотпуном основним образовањем         | 6633     |
| 106 | Женско становништво старосног доба 15 и више година са непотпуном основним образовањем           | 6601     |
| 107 | Становништво старо 15 и више година са комплетним основним образовањем                           | 13599    |
| 108 | Мушко становништво старо 15 година и више са комплетним основним образовањем                     | 6482     |
| 109 | Женско становништво старо 15 и више година са комплетним основним образовањем                    | 7117     |
| 110 | Становништво старосног доба 15 и више година са непотпуним средњим образовањем                   | 3765     |
| 111 | Мушко становништво старосног доба од 15 година и више са непотпуним средњим образовањем          | 2087     |
| 112 | Женско становништво старосног доба од 15 година и више са непотпуним средњим образовањем         | 1678     |
| 113 | Становништво старо 15 и више година са пуним секундарном образовањем                             | 14853    |
| 114 | Мушко становништво старосног доба од 15 година и више са пуним секундарном образовањем           | 7375     |
| 115 | Женско становништво старосног доба од 15 година и више са пуним секундарном образовањем          | 7478     |
| 116 | Становништво старије од 18 година са постосновним образовањем                                    | 16564    |
| 117 | Мушко становништво старије од 18 година са постосновним образовањем                              | 8158     |
| 118 | Женско становништво старије од 18 година са постосновним образовањем                             | 8406     |
| 119 | Просечна оцена школовања                                                                         | 7.55     |
| 120 | Просечан ниво образовања мушке популације                                                        | 7.56     |
| 121 | Просечан ниво образовања женског становништва                                                    | 7.53     |
| 122 | Економски активно становништво                                                                   | 35932    |
| 123 | Економски активна мушка популација                                                               | 27415    |
| 124 | Економски активна женска популација                                                              | 8517     |
| 125 | Становништво које није економски активно                                                         | 39206    |
| 126 | Мушко становништво које није економски активно                                                   | 9581     |
| 127 | Женско становништво које није економски активно                                                  | 29625    |
| 128 | Запослено становништво                                                                           | 34337    |
| 129 | Запослено мушко становништво                                                                     | 26043    |
| 130 | Запослено женско становништво                                                                    | 8294     |
| 131 | Незапослена популација                                                                           | 1595     |
| 132 | Незапослена мушка популација                                                                     | 1372     |
| 133 | Незапослена женска популација                                                                    | 223      |
| 134 | Становништво без права на здравствене услуге                                                     | 32186    |
| 135 | Становништво које има право на здравствене услуге                                                | 64627    |
| 136 | Становништво које има право на ИМСС                                                              | 27999    |
| 137 | Становништво које има право на социјално осигурање                                               | 4850     |
| 138 | Становништво које има право на државно социјално осигурање                                       | 206      |
| 139 | Становништво које има право на опште осигурање или здравствено осигурање за нову генерацију      | 29183    |
| 140 | Становништво које је било једном или није било у браку током 12 година и више                    | 25122    |
| 141 | Венчано или уједињено становништво од 12 година и више                                           | 43391    |
| 142 | Становништво које је било у браку или уједињено 12 година и више                                 | 6910     |
| 143 | Становништво са католичком религијом                                                             | 81525    |
| 144 | Протестанти, еванђелисти и библијски следбеници различити од еванђелиста                         | 9967     |
| 145 | Становништво са другим религијама различитим од претходних                                       | 47       |
| 146 | Становништво без религије                                                                        | 4750     |
| 147 | Укупно пописаних домаћинства                                                                     | 25719    |
| 148 | Пописна домаћинства на челу са мушкарцима                                                        | 19834    |
| 149 | Пописна домаћинства на челу са женама                                                            | 5885     |
| 150 | Становништво у пописним домаћинствима                                                            | 96783    |
| 151 | Становништво у пописним домаћинствима на челу са мушкарцима                                      | 77232    |
| 152 | Становништво у пописним домаћинствима на челу са женама                                          | 19551    |
| 153 | Укупно домаћинстава                                                                              | 31118    |
| 154 | Укупно насељених домаћинстава                                                                    | 25847    |
| 155 | Укупно приватних кућа                                                                            | 30990    |
| 156 | Насељени приватни домови                                                                         | 25719    |
| 157 | Укупно насељених приватних кућа                                                                  | 25845    |
| 158 | Ненасељене приватне куће                                                                         | 3974     |
| 159 | Појединачна домаћинства за привремену употребу                                                   | 1297     |
| 160 | Становници у насељеним приватним кућама                                                          | 96783    |
| 161 | Насељеност станара у приватним становима                                                         | 3.76     |
| 162 | Просечно становника по соби у приватним насељеним домаћинствима                                  | 1.14     |
| 163 | Појединачна домаћинства са подовима од различитих материјала од земље                            | 22737    |
| 164 | Појединачна домаћинства у приземљу                                                               | 2937     |
| 165 | Појединачна домаћинства са једном спаваћом собом                                                 | 11208    |
| 166 | Појединачна домаћинства са две спаваће собе и више                                               | 14472    |
| 167 | Појединачна домаћинства са једним собом                                                          | 2660     |
| 168 | Појединачна домаћинства са две собе                                                              | 5972     |
| 169 | Појединачна домаћинства са 3 собе и више                                                         | 17039    |
| 170 | Појединачна домаћинства која имају електрично светло                                             | 24324    |
| 171 | Појединачна домаћинства која немају електрично светло                                            | 1362     |
| 172 | Појединачна домаћинства која имају водоводну воду у стамбеном простору                           | 19321    |
| 173 | Појединачна домаћинства која немају водоводну воду у стамбеном простору                          | 6350     |
| 174 | Појединачна домаћинства која имају тоалет                                                        | 25176    |
| 175 | Појединачна домаћинства која имају канализацију                                                  | 17370    |
| 176 | Појединачна домаћинства која немају канализацију                                                 | 8248     |
| 177 | Појединачна домаћинства која имају електрично светло, довод воде из јавне мреже и канализацију   | 14952    |
| 178 | Појединачна домаћинства без икаквих услова                                                       | 679      |
| 179 | Појединачна домаћинства која имају радио                                                         | 18227    |
| 180 | Појединачна домаћинства која имају телевизор                                                     | 23542    |
| 181 | Појединачна домаћинства која имају фрижидер                                                      | 21075    |
| 182 | Појединачна домаћинства која имају машину за веш                                                 | 18229    |
| 183 | Појединачна домаћинства која имају аутомобил или комби                                           | 9980     |
| 184 | Појединачна домаћинства која имају рачунар                                                       | 4179     |
| 185 | Појединачна домаћинства која имају фиксну телефонску линију                                      | 7699     |
| 186 | Појединачна домаћинства која имају мобилни телефон                                               | 16765    |
| 187 | Појединачна домаћинства која имају приступ интернету                                             | 2819     |